# Fungiacyathus multicarinatus
Espèce
Statut CITES
Fungiacyathus multicarinatus est une espèce de coraux appartenant à la famille des Fungiacyathidae.